# Делта на Неретва
Делтата на Неретва, заедно с цялата долина, е защитена като Природен парк „Делта на Неретва“.
Делтата е уникален ландшафт на територията на Южна Хърватия. Има площ от 12 хиляди хектара. Лятото е дълго, горещо и сухо, а зимата е мека и дъждовна. В делтата на река Неретва се срещат 310 вида птици, от които 115 гнездящи.
Този микрорайон поради особеностите си е много плодороден с многобройни и обширни мелиорациите и отглеждането на различни селскостопански култури и най-вече цитрусови такива (мандарини, а също и маслини), поради което е известен като „Хърватска Калифорния“.
В делтата се намират градовете Плоче, Опузен и Меткович.